# Marcin Łazarski
Marcin Łazarski (ur. w 1987 w Dąbrowie Górniczej) – polski piosenkarz, kompozytor oraz producent muzyczny.

## Życiorys
Absolwent Szkoły Muzycznej I st. w Dąbrowie Górniczej w klasie gitary, Krakowskiej Szkoły Jazzu w klasie wokalnej oraz Akademii Muzycznej w Katowicach na wydziale wokalistyki jazzowej. Stypendysta Akademicki oraz laureat stypendium Ministra Kultury. Swój warsztat szkolił amerykańskimi technikami śpiewu SLS i MIX, które stosowały największe gwiazdy światowej sceny muzycznej.
Laureat wielu polskich i międzynarodowych festiwali, zwycięzca „Szansy na Sukces” z Anią Dąbrowską, oraz wykładowca wokalny w Krakowskiej Szkole Jazzu. Twórca materiałów edukacyjnych na serwisie YouTube, oraz portalu dla wokalistów Śpiewaj Świadomie.

### Kariera muzyczna
W 2006 zapoczątkował powstanie funkowego zespołu De Trebles, którego był współzałożycielem, wokalistą i autorem piosenek. Wraz z zespołem nagrał dwie EP, które emitowane były w wielu polskich rozgłośniach, w tym w Radiowej Trójce. W 2009 wziął udział w jednym z odcinków programu Szansa na sukces, który wygrał za interpretację utworu „Musisz Wierzyć” Ani Dąbrowskiej, w konsekwencji występując z artystką w Sali Kongresowej w Warszawie. Utwór Marcina „Jestem Kamieniem” znalazł się w tym czasie wśród propozycji do Listy Przebojów Trójki LP3 zauważony przez Marka Niedźwiedzkiego. Zwycięzca takich festiwali jak: Wrocławski Festiwal Form Muzycznych 8 czy Silesia Junior Stage, a także finalista: Festiwal Pamięci Andrzeja Zauchy, Festiwal Twórczości Marka Grechuty, Międzynarodowy Niemen Non-Stop Festiwal. Brał udział w koncercie festiwalu Korowód w Studio im. Agnieszki Osieckiej w Radiowej Trójce. Jego kompozycje docenili m.in.: Kayah, która zaprosiła go do audycji „Tu i teraz” w Melo Radio oraz w maju 2018 do udziału w koncercie artystki w Amfiteatrze na Warszawskiej Woli, gdzie zaśpiewali w duecie. Marcin został również doceniony przez Zygmunta Kuklę, podczas międzynarodowego Festiwalu “Carpathia Rzeszów Festiwal”, gdzie otrzymał nagrodę za najlepszą kompozycję festiwalu oraz II miejsce. W styczniu 2019 po raz kolejny utwór Marcina „Jak wariat” trafił do propozycji Listy Przebojów Radiowej Trójki. Piosenki Marcina można usłyszeć m.in. w Melo Radio, Radiowej Trójce, Radiowej Czwórce, Chilli Zet, Radio Wrocław, Radio PiK, Radio Białystok, Radio Rzeszów.

## Dyskografia

### Debiutancki album „Zaufaj mi” 2019
W marcu 2019 roku wydany został debiutancki album artysty „Zaufaj mi”. Krążek zawiera 11 kompozycji Marcina, w tym 10 w języku polskim. Wyróżnia się wyjątkową ekspresją, wrażliwością i nieszablonową liryką. Oryginalna barwa głosu i kompozycje w języku polskim tworzą wyjątkowy charakter całego projektu, będącego mieszanką muzyki akustycznej, pop-rock, indie, soul. Podczas koncertów zespół kreuje wyjątkowy klimat i więź z publicznością, poprzez emocjonalne wykonania i szczerość przekazu. Projekt współtworzą niezwykle utalentowani muzycy, którzy mogą pochwalić się współpracą m.in. z takimi artystami jak: Gordon Haskel, Krystyna Prońko, Mietek Szcześniak, Kuba Badach, Teatr Roma czy projekt Albo Inaczej.